# Brasiliens nationalvåben
Brasiliens nationalvåben blev lavet d. 19. november 1889, fire dage efter at Brasilien blev en republik.
| Artikelstump | Spire Denne artikel om et rigsvåben eller statsvåben er en spire som bør udbygges. Du er velkommen til at hjælpe Wikipedia ved at udvide den. |